# Heterocola concava
Heterocola concava là một loài tò vò trong họ Ichneumonidae.